# Crematogaster emmae
Crematogaster emmae är en myrart som beskrevs av Auguste-Henri Forel 1891. Crematogaster emmae ingår i släktet Crematogaster och familjen myror.

## Underarter
Arten delas in i följande underarter:
- C. e. emmae
- C. e. laticeps

## Bildgalleri

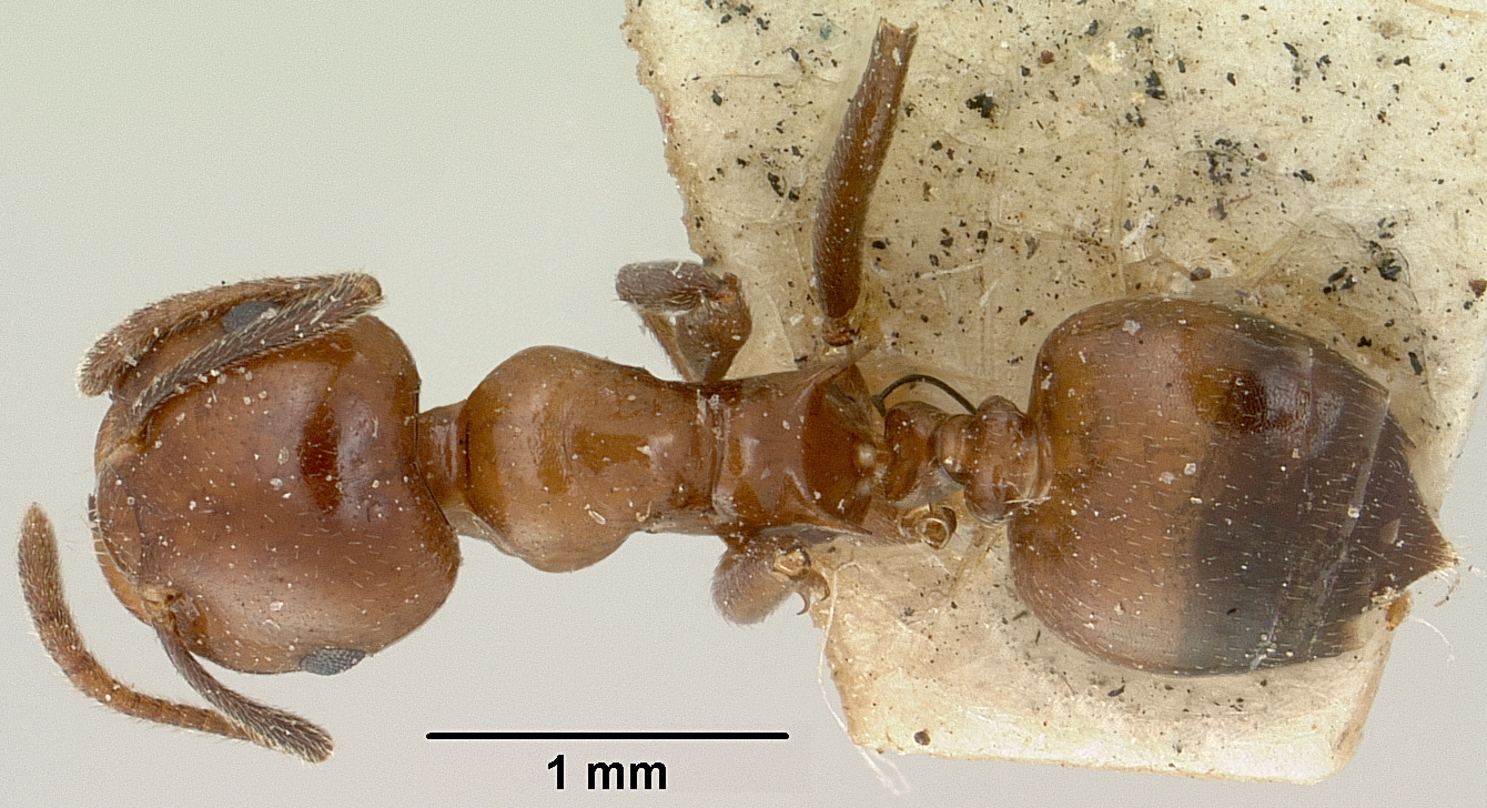
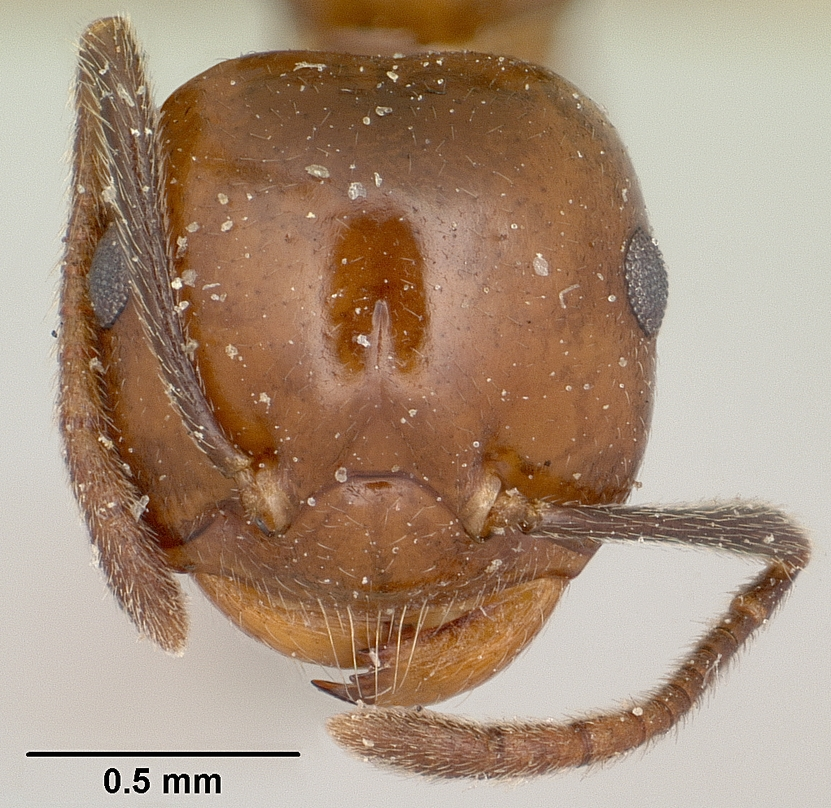
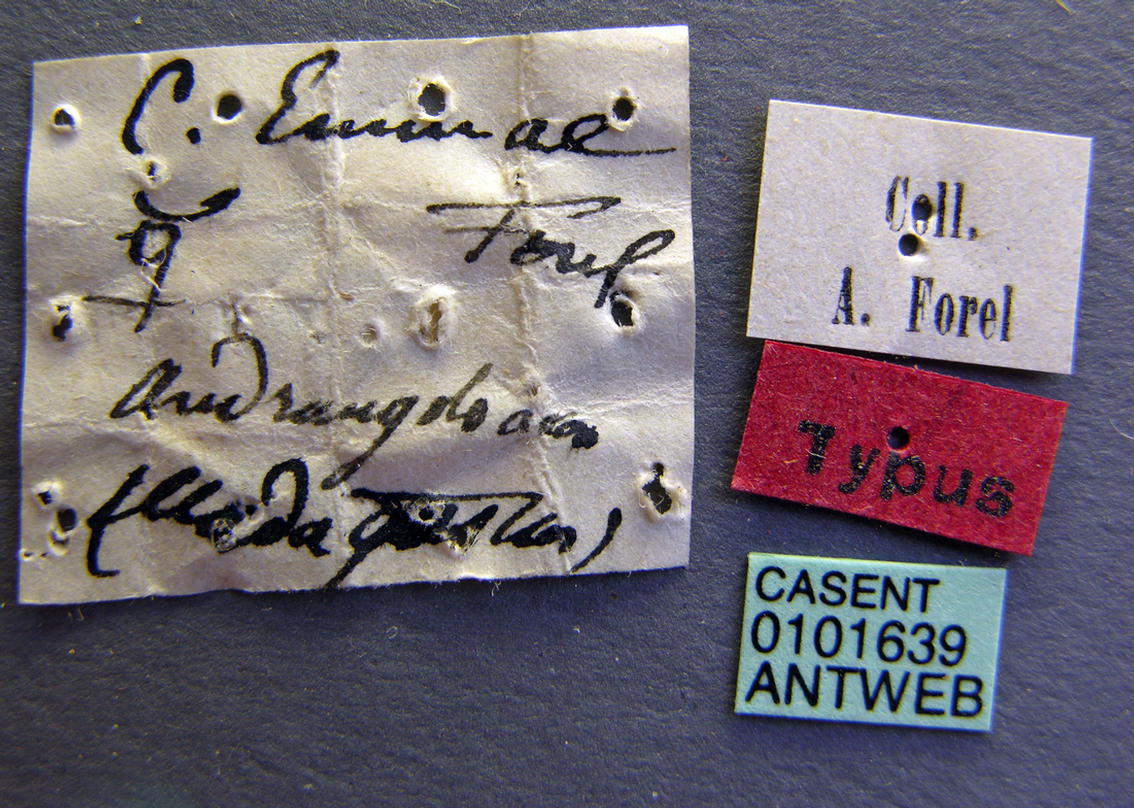
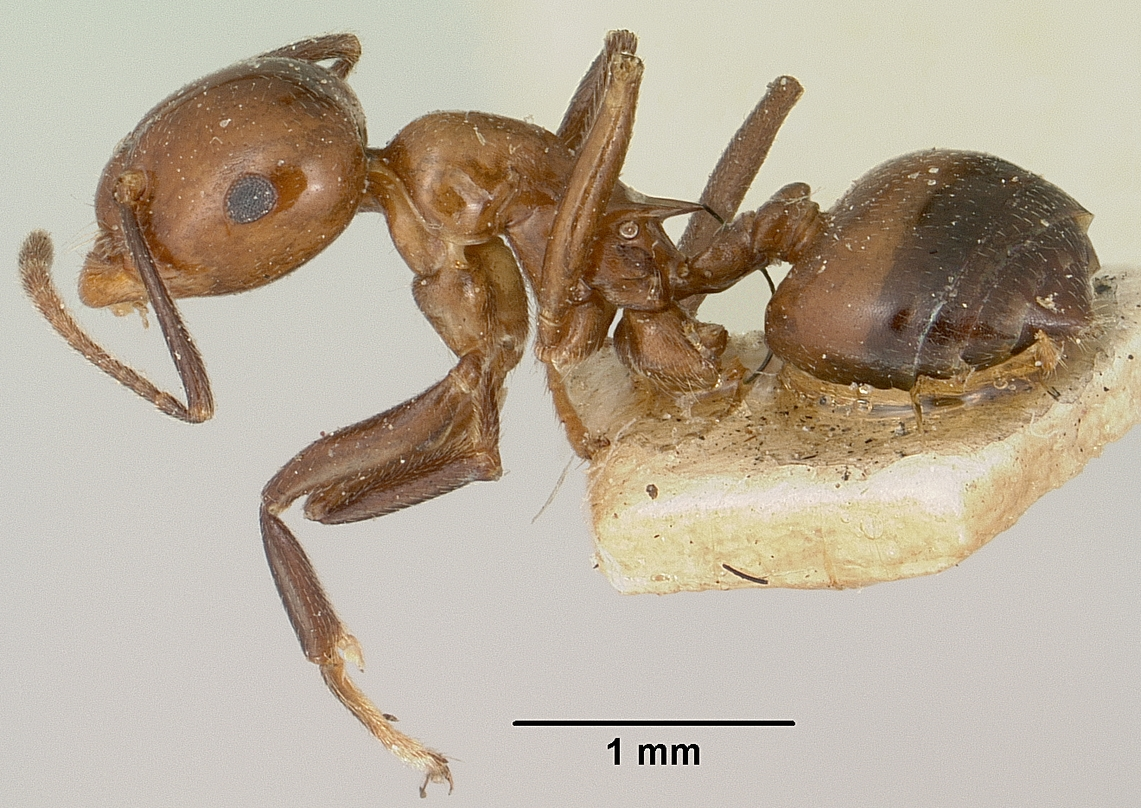
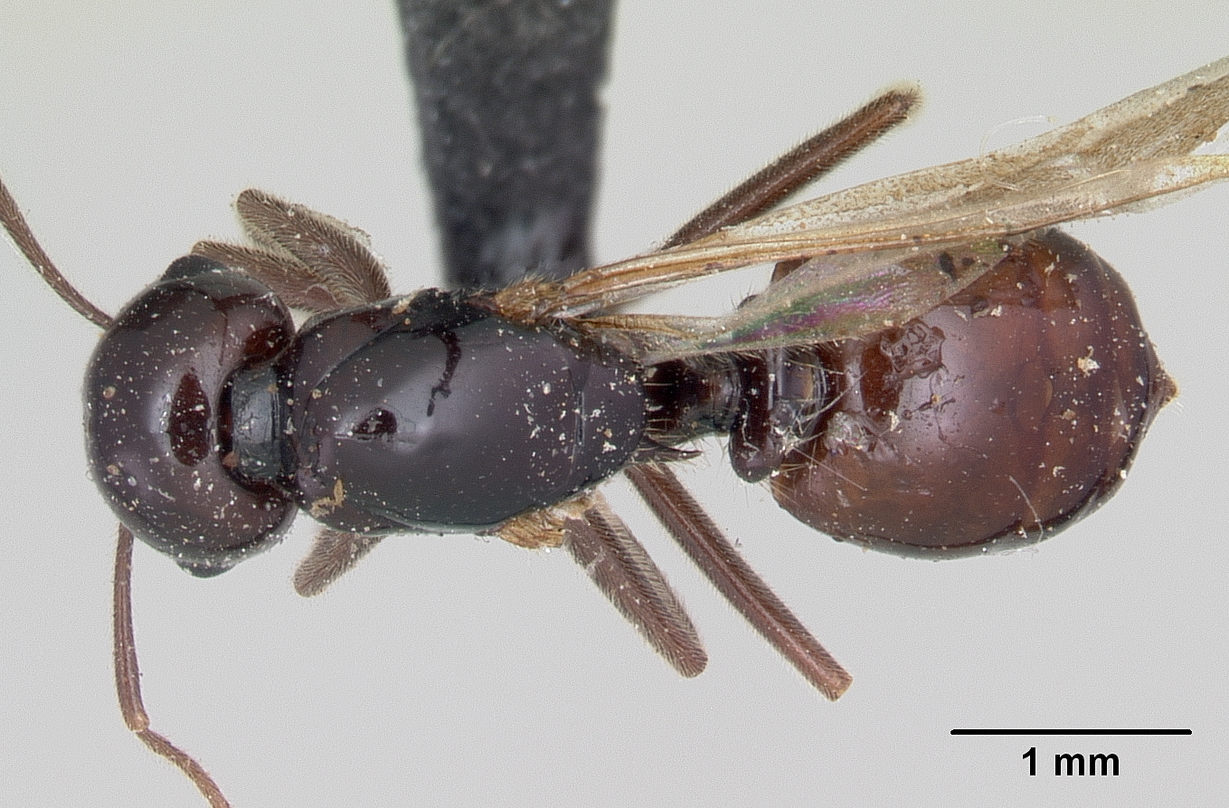
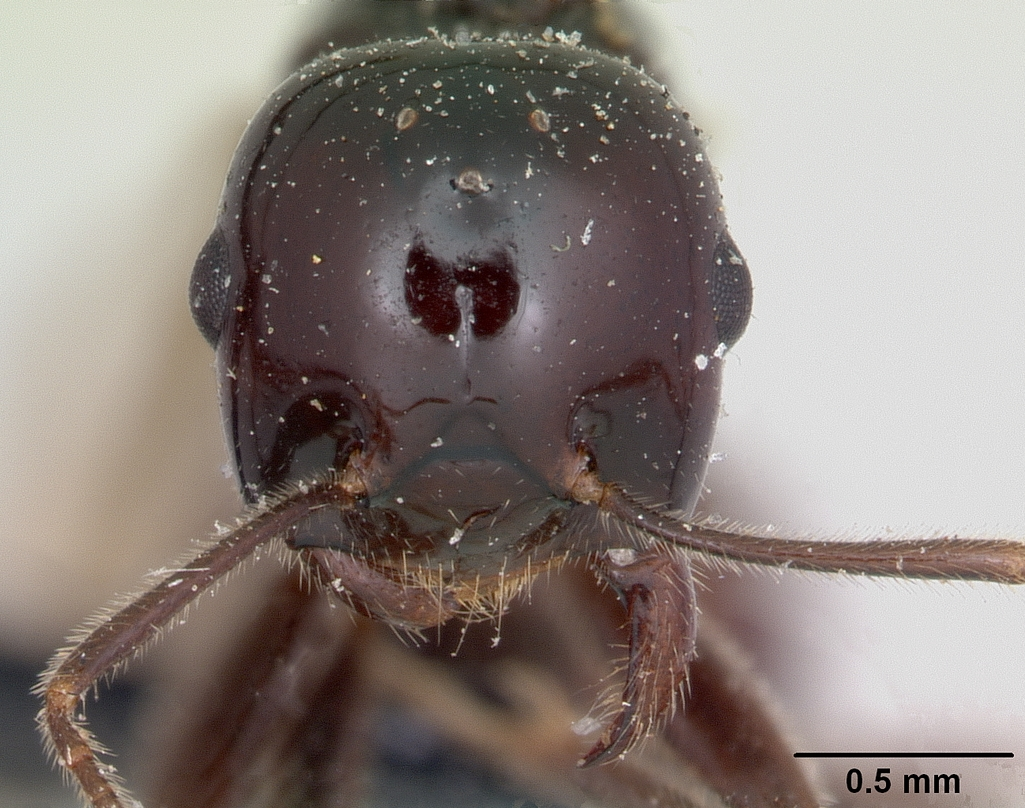